# Fala (film 2008)
Fala (niem. Die Welle) – niemiecki dramat filmowy z 2008 roku w reżyserii Dennisa Gansela, zrealizowany na podstawie powieści Martina Rhue. Powieść z kolei była inspirowana ruchem Trzeciej Fali, autentycznymi wydarzeniami, które miały miejsce w 1967 w jednej ze szkół w Kalifornii. Zdjęcia kręcono w Berlinie.

## Fabuła
Rainer Wenger nauczyciel historii w gimnazjum przeprowadza badanie, w którym chce pokazać uczniom zagrożenia płynące z nazizmu. Niespodziewanie jego eksperyment wymyka się spod kontroli. Grupa zaczyna się rozrastać i terroryzuje miasto. W końcu dochodzi do tragedii, w wyniku której Rainer zostaje aresztowany.

## Obsada
- Jürgen Vogel jako Rainer Wenger
- Frederick Lau jako Tim
- Max Riemelt jako Marco
- Jennifer Ulrich jako Karo
- Christiane Paul jako Anke Wenger
- Elyas M’Barek jako Sinan
- Cristina do Rego jako Lisa
- Jacob Matschenz jako Dennis